# 9 Pułk Piechoty (austro-węgierski)

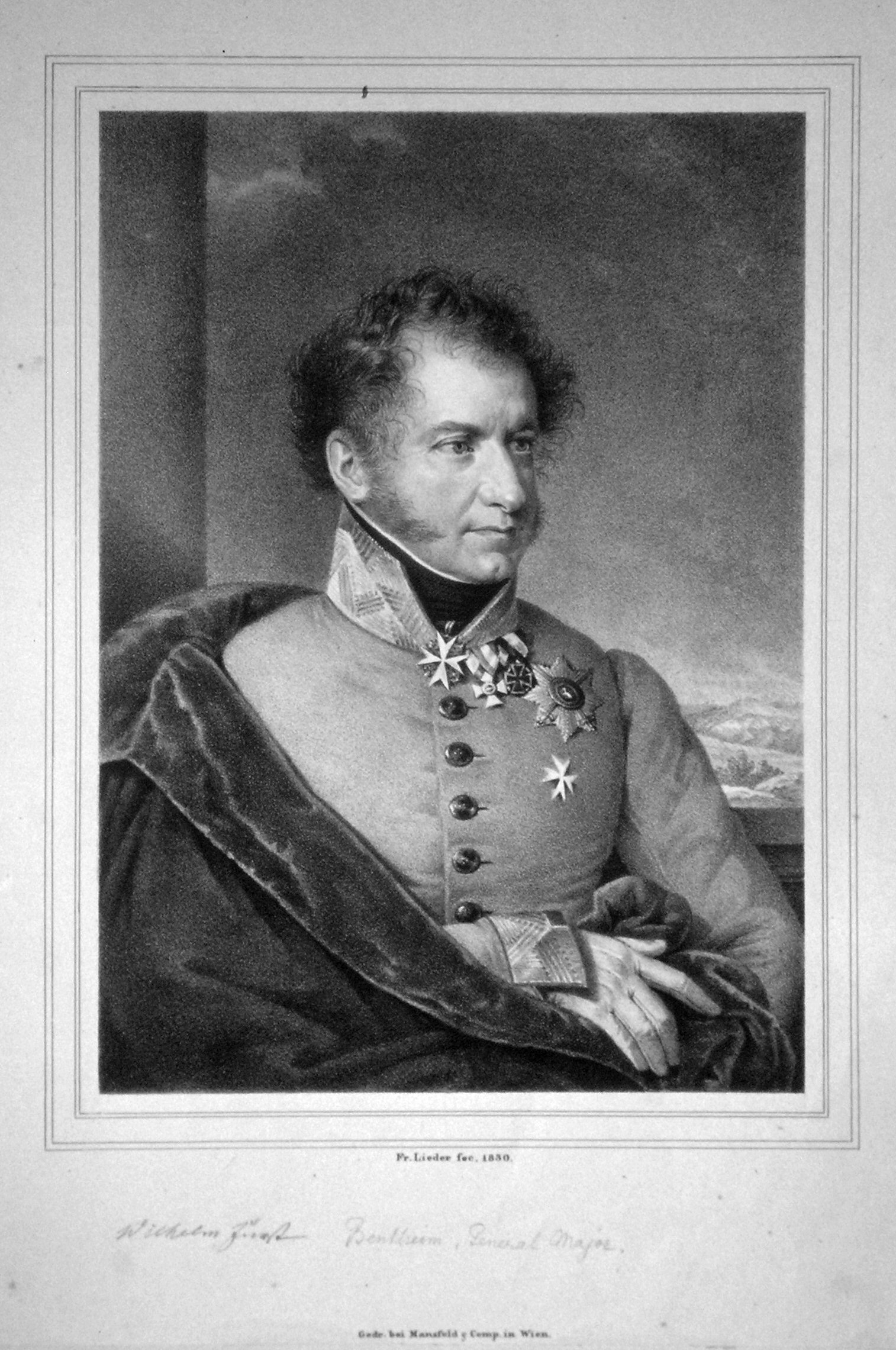
FML Friedrich von Bentheim-Steinfurt

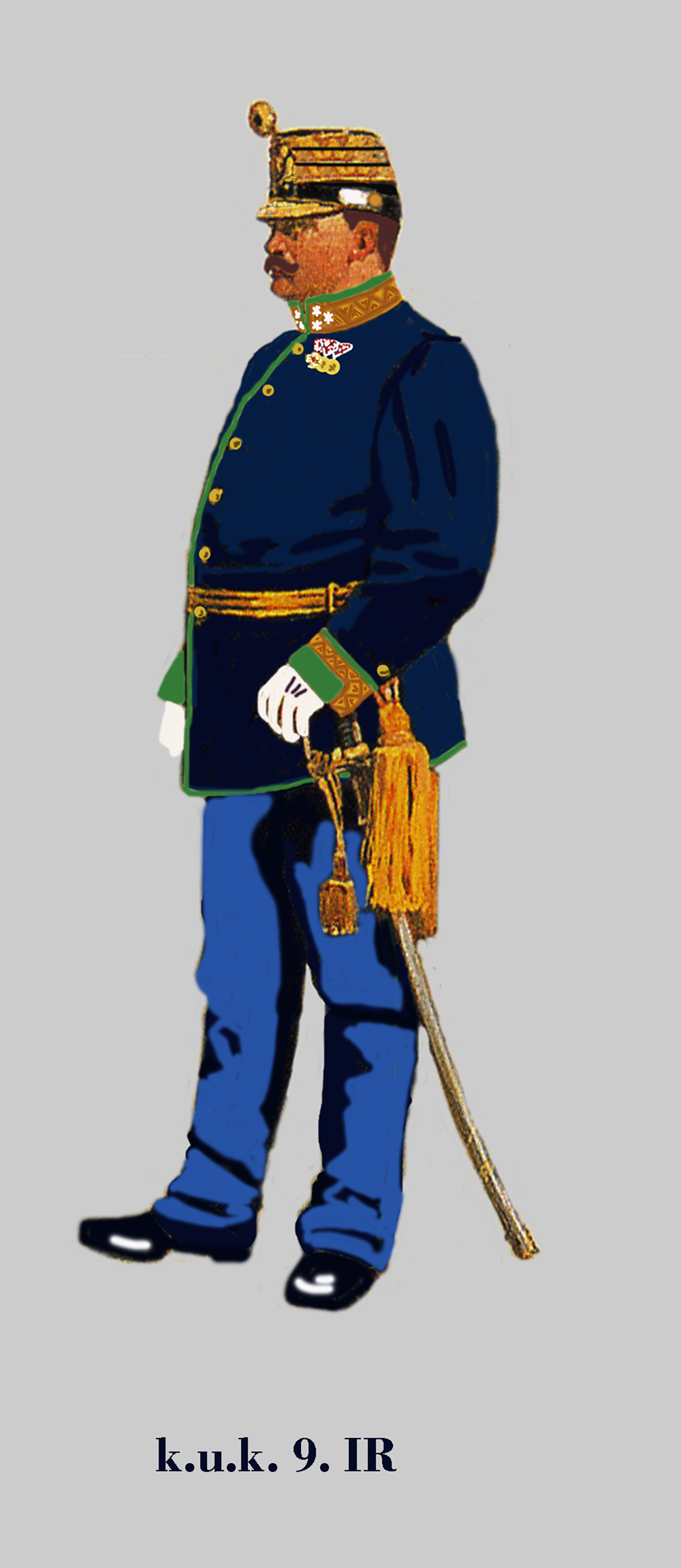
Pułkownik IR w mundurze paradnym

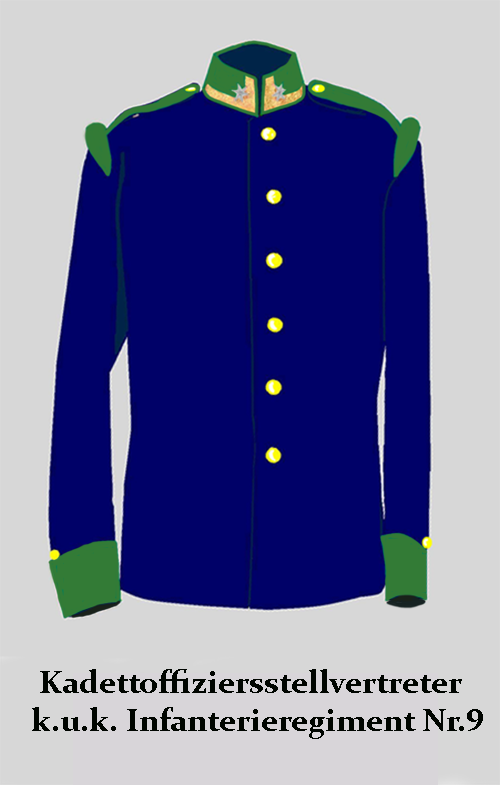
Kurtka munduru kadeta-zastępcy oficera IR. 9

Galicyjski Pułk Piechoty Nr 9 (IR. 9) – pułk piechoty cesarskiej i królewskiej Armii.

## Historia pułku
Pułk został utworzony w 1725 roku.
W czasie wojny francusko-austriackiej 1859 w szeregach pułku walczył porucznik Adolf Amort.
Okręg uzupełnień nr 9 Stryj na terytorium 10 Korpusu.
W 1888 roku pułk otrzymał „na wieczne czasy” imię marszałka polnego Franza Sebastiana Karla Josepha Clerfayt de Croix.
Pułk obchodził swoje święto 4 czerwca w rocznicę bitwy pod Magenta stoczonej w 1859 roku.
Kolory pułku: jasnozielony (apfelgrün), guziki złote.
Skład narodowościowy: Ukraińcy – 73%, inni 27%.
W 1868 roku sztab pułku stacjonował w Sybinie (węg. Nagyszeben, niem. Hermannstadt, natomiast Główna stacja okręgu uzupełnień i kancelaria rachunkowa (niem. Haupt-Ergänzungs-Bezirks- und Rechnungskanzlei-Station) pozostawała w Stryju.
W następnym roku sztab pułku został przeniesiony do Ołomuńca (Olmütz) i włączony w skład 2 Brygady V Dywizji. Komenda rezerwowa i stacja okręgu uzupełnień pozostawała w Stryju. Pułk otrzymał nazwę wyróżniającą „Galicyjski”.
W 1880 roku pułk został przeniesiony do Maglaj na okupowane terytorium Bośni i Hercegowiny, a w 1882 roku do Lwowa.
W 1888 roku pułk został przeniesiony ze Lwowa do Jarosławia, a Komenda Okręgu Uzupełnień pozostała w Stryju. W 1889 roku sztabu pułku razem z 3. i 4. batalionem stacjonował w Jarosławiu, 2. batalion w Radymnie, a 1. batalion i Komenda Okręgu Uzupełnien w Stryju.
W 1902 roku pułk stacjonował w Przemyślu z wyjątkiem 2. batalionu, który pozostawał w okręgu uzupełnień w Stryju. Cały pułk wchodził w skład 47 Brygady Piechoty należącej do 24 Dywizji Piechoty. W 1906 roku 3. batalion został przeniesiony koszar w Radymnie. Dyslokacja i podporządkowanie pułku nie uległo zmianie do 1914 roku.
Służbę w pułku pełnili m.in. porucznicy: Alfred Redl (1883–1897) i Rudolf Towarek (1904–1914).
W czasie I wojny światowej w szeregach pułku walczyli między innymi kapitanowie Władysław Kozubowski (†23 XI 1914) i Artur Manowarda oraz porucznicy: Stefan Halewski-Hrycyszyn, Józef Hoszowski, Stanisław Krzyż, Michał Lauer i Wilhelm Lobkowitz. Lekarzem pułkowym był starszy lekarz sztabowy 2. klasy Fanciszek Lewicki.

## Szefowie pułku
Kolejnymi szefami pułku byli:
- FM Francisco Los Rios de Gutierrez (1725 – †23 III 1775),
- FM Franz Sebastian Karl Joseph Clerfayt de Croix (1775 – †21 VII 1798),
- FM Adam Kazimierz Czartoryski (1802 – †19 III 1823),
- FML Friedrich Wilhelm Belgicus von Bentheim-Steinfurt (1825 – †12 X 1839),
- FZM Prokop von Hartmann-Klarstein (1839 – †21 XII 1868),
- FZM Karl von Mertens (1869 – †25 III 1874),
- FZM Friedrich Packenj von Kilstädten (1874 – 1888)[1].

## Komendanci pułku
- płk Ferdinand von Rueber (1868 – 1869)
- płk Rudolph Kräutner von Thatenburg (1869 – 1873[12])
- płk Guido von Kober ( – 1877 → szef Oddziału 1 Ministerstwa Wojny Rzeszy)
- płk Nikolaus Lauppert (1877 – 1878 → stan spoczynku)
- płk Heinrich Pelican (1879 – 1883 → komendant 54 Brygady Piechoty)
- płk Emil von Anders (1883 – 1887 → urlopowany)
- płk Friedrich Prawda (1887 – 1889 → urlopowany[13])
- płk Leopold von Grivičić (1899[8] – 1893 → komendant 50 Brygady Piechoty)
- płk Arthur Jonak von Freyenwald (1893 – 1898 → komendant 50 Brygady Piechoty)
- płk Karl Freiherr Daublesky von Sterneck zu Ehrenstein (1898 – I 1904 → komendant 19 Brygady Piechoty[14])
- płk Richard Schreyer (1904 – 1907 → komendant 52 Brygady Piechoty Obrony Krajowej)
- płk Franz Schreitter von Schwarzenfeld (1907 – 1910 → komendant 14 Brygady Piechoty)
- płk Feliks Cyrus-Sobolewski (X 1910 – IX 1914[1] → komendant 9 Brygady Piechoty)
- płk Ludwig Kemmel-Schuster von Megyfalu (1914 – 1916 → komendant 18 Brygady Górskiej)